# Samsung Galaxy J6
Il Samsung Galaxy J6 è uno smartphone Android di fascia medio-bassa sviluppato dal produttore coreano Samsung Electronics. Annunciato il 22 maggio 2018 e immesso sul mercato lo stesso giorno insieme al Samsung Galaxy J8, il J6 è uno smartphone di fascia media e un successore del Samsung Galaxy J5 (2017). Presente nelle varianti J6 Standard sopracitato, e J6 Duos, annunciato il 13 maggio 2017, commercializzato il 25 novembre 2017.
Ha un design hardware e caratteristiche software simili alla sua controparte di fascia alta, il Galaxy A6.
Il J6 ha anche la variante Plus che presenta uno schermo più grande ma di tipo LCD, una doppia fotocamera posteriore ed un chipset differente dal J6 normale (Snapdragon 425).

## Specifiche

### Hardware
Il Samsung Galaxy J6 è dotato di un display Super AMOLED HD, con un formato 18:5:9 soprannominato "Infinity Display" di Samsung. Il J6 ha un pannello da 5,6 pollici, con circa il 76,5% di rapporto schermo-corpo e 294 ppi. Lo schermo del J6 è protetto da Corning Gorilla Glass 3. Il corpo posteriore è realizzato in plastica. Le dimensioni del Galaxy J6 sono 149,3 x 70,2 x 8,2 mm. Lo smartphone pesa 154 grammi. È equipaggiato con l'octa-core Exynos 7870 di Samsung, che ha un clock massimo di 1,6 GHz. La ricarica della batteria agli ioni di litio da 3.000 mAh del telefono richiede circa 2,5 ore sulla sua porta micro-USB.

### Fotocamera
Il telefono viene fornito con una singola fotocamera posteriore da 13 MP con autofocus accoppiata ad un flash LED. Il sensore frontale ha 8 MP ed un flash frontale. Le fotocamere del telefono funzionano bene alla luce del giorno, anche se la maggior parte delle critiche sottolinea le cattive prestazioni delle fotocamere in condizioni di scarsa luminosità.

### Software
Il Samsung Galaxy J6 2018 viene fornito con Android 8.0 Oreo con l'interfaccia utente Samsung Experience 9.0 e l'assistente vocale Bixby Home. A maggio 2019, Samsung lancia l'aggiornamento del software ad Android 9.0 Pie e dell'interfaccia utente alla One UI, che introduce funzionalità come la modalità notturna e un'interfaccia utente ridisegnata. Il telefono può essere protetto con PIN, sequenza, password, impronta digitale o riconoscimento facciale. L'uso dell'impronta digitale e/o del riconoscimento facciale richiede uno dei tre input di sicurezza tradizionali sopra menzionati. Il telefono è protetto dal software Knox di Samsung.
Ad aprile 2020 è iniziata la distribuzione di Android 10 con One UI 2.0.

### Sensori
I sensori includono:
- Sensore di prossimità;
- Accelerometro (doppio asse);
- Rilevatore di impronta digitale (sul retro);
- Sensore Hall.